# Tramète du pin
Porodaedalea pini
Espèce
Le Tramète du pin, Porodaedalea pini, est une espèce de champignons basidiomycètes de la famille des Hymenochaetaceae, largement répandue dans les régions tempérées de l'Europe et de l'Amérique du Nord. Elle peut s'attaquer à toutes les espèces de conifères. Cependant, en Amérique du Nord, seuls les séquoia et les cyprès sont considérés comme résistants aux attaques du champignon.
La présence du Tramète sur un pin, et tout particulièrement sur le Pin maritime, est manifestée par une fructification toujours externe, la forme et l'aspect pouvant varier assez largement selon le tronc qui le porte. La taille du champignon peut atteindre 25 cm de diamètre. La fructification apparaît comme une console (ou une sorte d'épaulette) le plus souvent située au bord d'une plaie et presque toujours sur des arbres âgés d'une cinquantaine d'années et plus.
La pourriture se développe en fait très rapidement en direction du cœur de l'arbre et entraîne presque toujours la mort de l'individu à plus ou moins brève échéance.
Les moyens de lutte contre le tramète consistent essentiellement à éviter les blessures qui mettent le bois à nu et donc facilitent la pénétration de la pourriture.
Un oiseau, le pic à face blanche, présente la particularité d'inoculer volontairement la tramète du pin dans un arbre sain afin de ramollir le bois  pour pouvoir y creuser son nid.